# Blestia
Blestia es un género de arañas araneomorfas de la familia Linyphiidae. Se encuentra en la zona paleártica y Groenlandia.

## Lista de especies
Según The World Spider Catalog 12.0:
- Bolephthyphantes caucasicus (Tanasevitch, 1990)
- Bolephthyphantes index (Thorell, 1856)
- Bolephthyphantes indexoides (Tanasevitch, 1989)